# Abgeordnetenhauswahl in Tschechien 2021
- Piráti/
STAN: 37
- Spolu: 71
- ANO: 72
- SPD: 20

- STAN: 33
- Piráti: 4
- KDU: 23
- TOP 09: 14
- ODS: 34
- ANO: 72
- SPD: 20

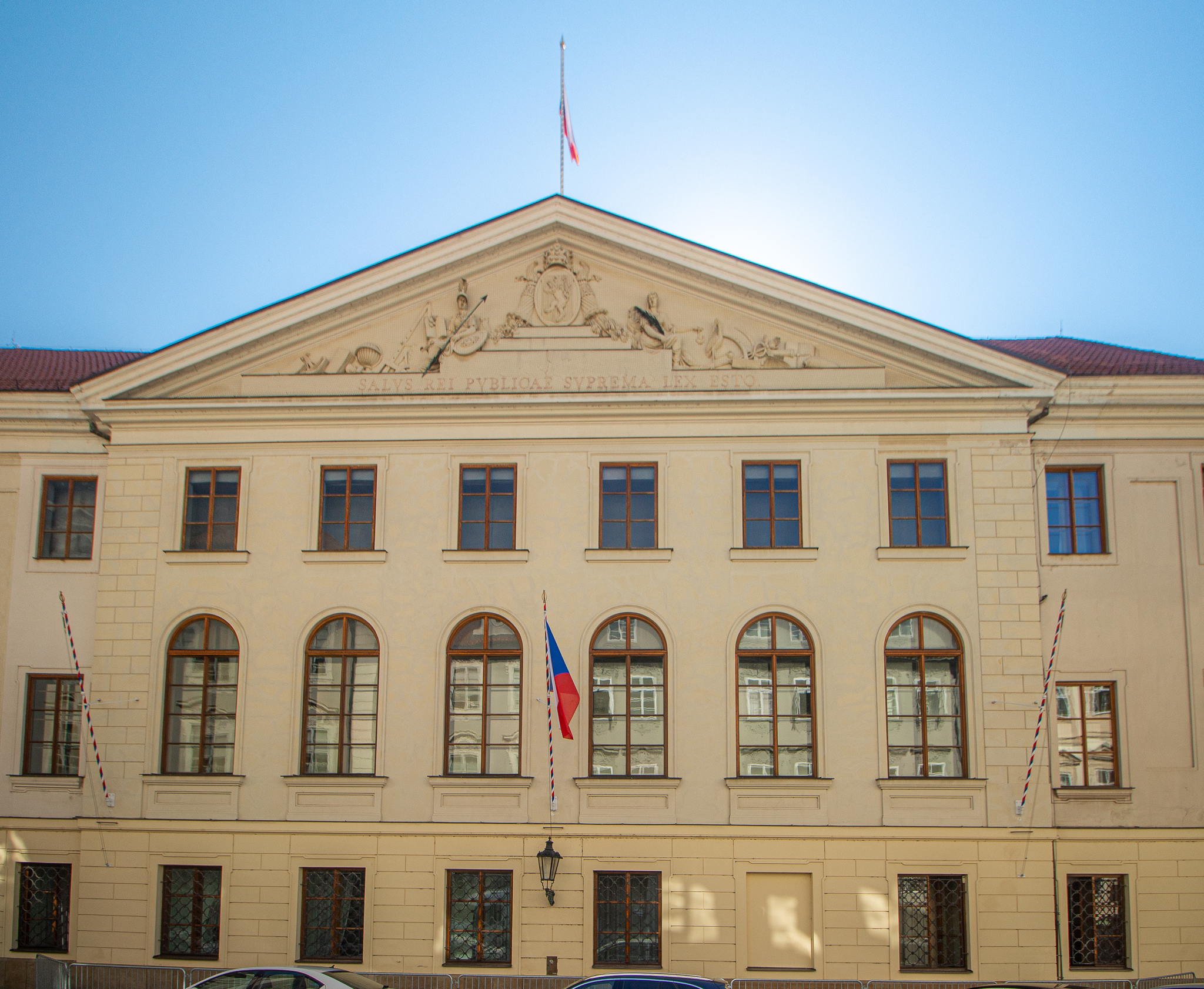
Abgeordnetenhaus im Palais Thun in Prag

Die Abgeordnetenhauswahl in Tschechien 2021 fand am 8. und 9. Oktober 2021 statt. Dabei wurden die 200 Mandatsträger des Abgeordnetenhauses gewählt.
Das mitte-rechts Wahlbündnis SPOLU gewann die Wahl mit 27,8 % der Stimmen knapp vor der Partei ANO des amtierenden Ministerpräsidenten Andrej Babiš mit 27,1 %. Gemeinsam mit der Koalition aus Piraten- und Bürgermeisterpartei (PaS, 15,6 %) erreichte SPOLU im neu gewählten Abgeordnetenhaus eine Mehrheit von 108 Abgeordneten, weshalb die bisherigen Oppositionsparteien mit Verhandlungen zur Bildung einer neuen Regierung begannen. Mit leichten Verlusten zog auch die Rechtsaußen-Partei SPD (9,6 %) wieder ins Abgeordnetenhaus ein. Sowohl die kommunistische KSČM als auch die sozialdemokratische ČSSD scheiterten an der 5-Prozent-Hürde. Die beiden Parteien sind somit erstmals seit der Gründung der Tschechischen Republik 1993 nicht mehr im Parlament vertreten.
Die Wahlbeteiligung stieg im Vergleich zur Wahl 2017 von 60,8 % auf 65,4 %.

## Wahlsystem
Das Abgeordnetenhaus wird nach dem Reststimmenverfahren auf vier Jahre gewählt.
Im Februar 2021 wurde das Wahlgesetz vom Verfassungsgericht teilweise für verfassungswidrig erklärt. Die Sitze wurden zuvor  in 14 Wahlkreise, deren Einteilung der Gliederung des Landes in Regionen entsprach, nach dem D’Hondt-Verfahren vergeben. Es galt eine Sperrklausel von 5 %. Für Koalitionen von zwei Parteien lag die Hürde bei 10 %, bei drei oder vier beteiligten Parteien stieg die Hürde auf 15 beziehungsweise 20 %. Das Verfassungsgericht beanstandete die großen Parteien begünstigende D’Hondt-Sitzverteilung in den Wahlkreisen und die hohe Sperrklausel für Koalitionen.
Die am 1. Juli 2021 in Kraft getretene Wahlrechtsreform behält die 14 Wahlkreise bei, auf die 200 Sitze proportional zu den dort abgegebenen gültigen Stimmen aufgeteilt werden. Die Sperrklausel von 5 % bleibt, die Hürde für Koalitionen sinkt auf 8 % bei zwei beteiligten Parteien und 11 % bei drei oder mehr Parteien. Die Sitzverteilung erfolgt in zwei Schritten:
- Im ersten Schritt werden die Sitze in den Wahlkreisen vergeben. In jedem Wahlkreis wird die regionale Wahlzahl ermittelt, indem die Zahl der gültigen Stimmen im Wahlkreis für alle an der Sitzverteilung teilnehmenden Listen durch die um zwei erhöhte Zahl der im Wahlkreis zu vergebenden Sitze geteilt wird. Die Parteien und Koalitionen oberhalb der Sperrklausel erhalten für jede volle Wahlzahl jeweils einen Sitz. Die übrig bleibenden Reststimmen sind Grundlage für die Sitzzuteilung  auf nationaler Ebene. Werden im Wahlkreis mehr Sitze vergeben, als ihm Sitze zustehen, werden die überzähligen Sitze gestrichen, indem die Listen mit dem geringsten Reststimmen jeweils einen Sitz weniger bekommen.
- Im zweiten Schritt werden die noch nicht vergebenen Sitze auf nationaler Ebene verteilt. Für die einzelnen Parteien und Koalitionen werden die Reststimmen aus den einzelnen Wahlkreisen addiert. Die Summe aller Reststimmen für alle Parteien und Koalitionen landesweit wird durch die Zahl der noch zu verteilenden Sitze erhöht um eins geteilt und so die nationale Wahlzahl ermittelt. Für Reststimmen in Höhe der vollen nationalen Wahlzahl erhalten die Parteien und Koalitionen jeweils einen Sitz. Können so nicht alle Sitze verteilt werden, so fallen die restlichen Sitze den Parteien und Koalitionen mit den größten Stimmresten zu. Die auf nationaler Ebene der Partei oder Koalition zugewiesenen Sitze werden verteilt, indem ihre Wahlkreislisten mit den größten Reststimmenzahlen jeweils einen zusätzlichen Sitz erhalten.

Bei der Wahl 2017 hätte ANO 2011 als stärkste Partei 69 statt 78 Sitze erhalten, wenn das neue Zuteilungsverfahren damals bereits gegolten hätte.

## Ausgangslage
Die Wahl wird von der COVID-19-Pandemie in Tschechien geprägt. Tschechien erlitt im November/Dezember 2020 die erste COVID-Welle, um den Jahreswechsel die zweite und im Februar/März 2021 die dritte COVID-Welle.

### Vorherige Wahl 2017
Bei der Wahl 2017 erreichte die Partei ANO, die als Juniorpartner einer Regierung mit der Česká strana sociálně demokratická (ČSSD) und KDU-ČSL in die Abstimmung ging, große Gewinne und wurde stärkste Partei. Der Seniorpartner ČSSD hingegen verlor rund zwei Drittel ihrer Stimmen und wurde nur noch sechststärkste Kraft. Ebenfalls deutlich an Stimmen verlor die Komunistická strana Čech a Moravy (KSČM) sowie TOP 09.
Davon profitieren konnte vor allem die Česká pirátská strana (Piráti), die ihr historisch bestes Ergebnis einfuhr sowie auch in kleinerem Maße die Občanská demokratická strana (ODS) sowie die Svoboda a přímá demokracie (SPD). Die als Bewegung wahrzunehmende Vereinigung von Bürgermeistern und Unabhängigen, Starostové a nezávislí (STAN), trat nach der Abspaltung von TOP 09 erstmals an, überschritt die Sperrklausel und erreichte das Parlament.

### Gebildete Regierungen
Staatspräsident Miloš Zeman beauftragte Ende 2017 den Anführer der stimmenstärksten Partei ANO, Andrej Babiš, eine Regierungskoalition zu bilden, was diesem aber nicht gelang. ANO bildete stattdessen im Dezember 2017 unter Ministerpräsident Babiš eine Minderheitsregierung, die nach wenigen Wochen eine Vertrauensabstimmung im Parlament verlor, bis zur Bildung einer neuen Regierung aber noch über ein halbes Jahr im Amt blieb.
Ende Juni 2018 kam die neue Regierung bestehend aus ANO und ČSSD ins Amt, die erneut keine Mehrheit stellt, aber von den Kommunisten der KSČM geduldet wird. Die Regierungszeit war zunächst geprägt von Minister-Rücktritten sowie Protesten von Teilen der Bevölkerung gegen Regierungschef Babiš.

### Bildung von Wahlkoalitionen
Um ihre Chancen bei den Wahlen zu erhöhen, bildeten mehrere im Parlament vertretene Parteien Wahlkoalitionen, um mit einer gemeinsamen Liste anzutreten.
Im November 2020 schlossen sich zunächst ODS, TOP 09 und KDU-ČSL zur Wahlkoalition SPOLU („gemeinsam“) zusammen. Im Dezember 2020 folgte die Bildung einer gemeinsamen Wahlallianz durch die Piratenpartei und die Partei STAN mit dem Namen Piráti a Starostové (PaS), „Piraten und Bürgermeister“.
Um die Hürden für Wahlkoalitionen zu umgehen, nannten sich Trikolóra hnutí občanů formal zu Trikolora Svobodní Soukromníci (die Namen der Mitglieder) und Občanská demokratická aliance zu Aliance pro budoucnost (den Namen des Bündnisses) um und ließen ihre Partner über offene Listen Kandidaten für sich aufstellen.

## Parteien
Folgende Parteien bzw. Parteienkoalitionen sind derzeit im Abgeordnetenhaus vertreten:
| Partei | Partei | Parteiführer/in | Politische Ausrichtung                          | Europäische Partei |
| ------ | --- | --------------- | ----------------------------------------------- | ------------------ |
|        | Politické hnutí ANO 2011 (ANO) Politische Bewegung ANO 2011                                                                             | Andrej Babiš    | Catch-all, Populismus, Liberaler Konservatismus | ALDE               |
|        | SPOLU Gemeinsam - TOP 09 - Občanská demokratická strana (ODS) - Křesťanská a demokratická unie – Československá strana lidová (KDU-CSL) | Petr Fiala      | Wirtschaftsliberalismus, Konservatismus         | EVP, EKR, EVP      |
|        | Piráti+STAN - Česká pirátská strana (Piráti) Tschechische Piratenpartei - Starostové a nezávislí (STAN) Bürgermeister und Unabhängige   | Ivan Bartoš     | Piratenpolitik, Lokale Politik, Liberalismus    | PPEU, –            |
|        | Svoboda a přímá demokracie (SPD) Freiheit und direkte Demokratie                                                                        | Tomio Okamura   | Rechtspopulismus, Nationalismus                 | ID                 |
|        | Komunistická strana Čech a Moravy (KSČM) Kommunistische Partei Böhmens und Mährens                                                      | Vojtěch Filip   | Kommunismus, Marxismus                          | EL (Beob.)         |
|        | Česká strana sociálně demokratická (ČSSD) Tschechische Sozialdemokratische Partei                                                       | Jan Hamáček     | Sozialdemokratie                                | SPE                |

Folgende Parteien/Koalitionen gründeten sich erst nach der letzten Wahl, haben aber aufgrund von Abspaltungen anderer Parteien Mandatsträger im Parlament:
| Partei | Partei | Partei | Parteiführer     | Politische Ausrichtung                            | Abspaltung von |
| ------ | ------ | --- | ---------------- | ------------------------------------------------- | -------------- |
|        |        | Volný blok Freier Block - Jednotní – alternativa pro patrioty (Jednotní) - Dělnická strana sociální spravedlnosti (DSSS) - Bezpečnost, Odpovědnost, Solidarita - Národní domobrana - Blok proti islamizaci – Obrana domova (Domov) | Lubomír Volný    | Nationalismus, EU-Skepsis                         | SPD            |
|        | Logo   | Trikolora Svobodní Soukromníci Trikolore, Freie, Privatpersonen - Trikolóra hnutí občanů (T) - Svobodní (S) - Strana soukromníků České republiky (SSČR) - Strana nezávislosti České republiky (SNČR)                               | Václav Klaus Jr. | Nationalkonservatismus, Libertarismus, EU-Skepsis | –              |

Folgende weitere Parteien werden regelmäßig in Umfragen abgefragt:
| Partei | Partei | Parteiführer                 | Politische Ausrichtung                           | Europäische Partei |
| ------ | --- | ---------------------------- | ------------------------------------------------ | ------------------ |
|        | Strana zelených Partei der Grünen | Magdalena Davis, Michal Berg | Grüne Politik, Feminismus                        | EGP                |
|        | Přísaha Eid | Robert Šlachta               | Anti-Korruption, Populismus                      | –                  |
|        | Aliance pro budoucnost (A) Allianz für die Zukunft - Občanská demokratická aliance (ODA) - Demokratická strana zelených (DSZ) - Agrární demokratická strana (ADS) - Řád národa (ŘN) - Strana zdravého rozumu (ROZUMNÍ) - Starostové pro kraj - Zdraví Sport Prosperita | Pavel Sehnal                 | Konservatismus, Nationalliberalismus, EU-Skepsis | –                  |

### Verlauf

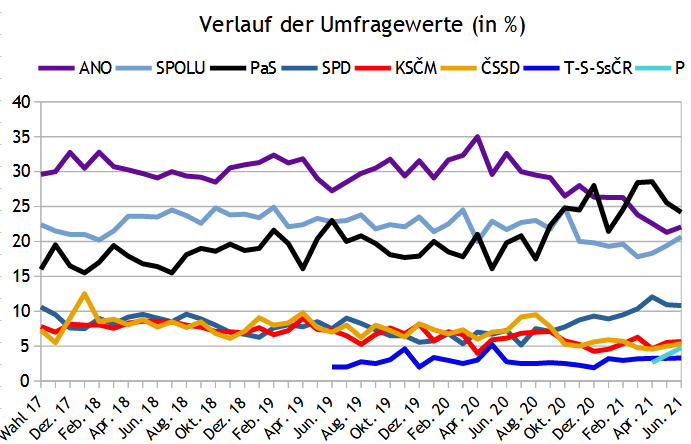
Umfragen auf monatliche Umfrageergebnisse gemittelt, von der Wahl 2017 bis 18. Juni 2021

## Umfragen

### Letzte Umfragen
| Institut         | Datum          | ANO    | Spolu  | PaS    | SPD    | KSČM  | ČSSD  | TSS   | Přísaha | Sonstige |
| ---------------- | -------------- | ------ | ------ | ------ | ------ | ----- | ----- | ----- | ------- | -------- |
| STEM             | 30.09.2021     | 27,3 % | 21,4 % | 17,4 % | 12,3 % | 6,5 % | 4,4 % | 1,8 % | 5,7 %   | 3,3 %    |
| Sanep            | 30.09.2021     | 26,1 % | 20,7 % | 18,3 % | 10,2 % | 5,0 % | 6,1 % | 2,6 % | 4,0 %   | 7,0 %    |
| Phoenix Research | 30.09.2021     | 24,6 % | 23,4 % | 15,1 % | 11,4 % | 4,4 % | 5,6 % | 5,1 % | 5,1 %   | 5,3 %    |
| Median           | 23.09.2021     | 25,2 % | 20,9 % | 19,4 % | 10,1 % | 4,4 % | 5,6 % | 4,5 % | 3,9 %   | 5,5 %    |
| Kantar           | 22.09.2021     | 24,5 % | 23,0 % | 20,5 % | 11,5 % | 5,0 % | 4,5 % | 2,5 % | 4,0 %   | 4,5 %    |
| STEM             | 13.09.2021     | 27,7 % | 20,0 % | 17,9 % | 11,9 % | 6,8 % | 6,7 % | 2,0 % | 3,6 %   | 3,4 %    |
| Ipsos            | 12.09.2021     | 27,4 % | 24,7 % | 17,3 % | 9,6 %  | 4,1 % | 4,1 % | 3,5 % | 5,5 %   | 3,7 %    |
| Phoenix Research | 10.09.2021     | 25,4 % | 17,1 % | 15,6 % | 11,5 % | 3,3 % | 6,0 % | 4,6 % | 6,0 %   | 10,5 %   |
| Sanep            | 09.09.2021     | 25,7 % | 20,0 % | 17,8 % | 10,2 % | 5,1 % | 5,9 % | 2,6 % | 4,9 %   | 7,7 %    |
| Median           | 09.09.2021     | 28,8 % | 21,7 % | 19,8 % | 10,7 % | 3,5 % | 4,9 % | 4,7 % | 4,0 %   | 2,5 %    |
| STEM             | 08.09.2021     | 32,4 % | 20,0 % | 18,0 % | 11,8 % | 5,4 % | 4,4 % | 3,5 % | 2,2 %   | 2,4 %    |
| Data Collect     | 08.09.2021     | 25,0 % | 22,0 % | 21,0 % | 9,0 %  | 5,5 % | 4,0 % | 3,5 % | 4,5 %   | 5,5 %    |
| Median           | 02.09.2021     | 27,0 % | 21,0 % | 20,5 % | 9,0 %  | 6,0 % | 4,5 % | 3,0 % | 4,0 %   | 5,0 %    |
| Médea Research   | 31.08.2021     | 27,6 % | 22,3 % | 19,3 % | 8,7 %  | 5,1 % | 5,1 % | 2,6 % | 4,9 %   | 5,3 %    |
| Kantar           | 13.08.2021     | 27,5 % | 21,0 % | 21,0 % | 10,0 % | 5,0 % | 3,5 % | 2,0 % | 6,0 %   | 4,0 %    |
| STEM             | 12.08.2021     | 31,1 % | 21,7 % | 18,7 % | 11,2 % | 5,8 % | 4,6 % | 3,1 % | 3,3 %   | 0,6 %    |
| Phoenix Research | 10.08.2021     | 24,4 % | 18,0 % | 18,0 % | 11,5 % | 4,2 % | 5,1 % | 3,1 % | 6,0 %   | 7,2 %    |
| Median           | 31.07.2021     | 26,0 % | 21,5 % | 20,0 % | 7,0 %  | 6,0 % | 4,5 % | 3,0 % | 6,5 %   | 5,5 %    |
| Sanep            | 14.07.2021     | 23,6 % | 20,3 % | 23,4 % | 9,6 %  | 5,2 % | 5,1 % | 3,5 % | 4,9 %   | 4,4 %    |
| Phoenix Research | 10.07.2021     | 22,4 % | 16,8 % | 21,1 % | 12,1 % | 3,8 % | 5,0 % | 3,1 % | 5,3 %   | 5,6 %    |
| Median           | 30.06.2021     | 26 %   | 20 %   | 21,5 % | 8 %    | 5,5 % | 5 %   | 3,5 % | 6 %     | 4,5 %    |
| STEM             | 29.06.2021     | 26,7 % | 17,4 % | 24,1 % | 10,9 % | 5,5 % | 5,5 % | 2,6 % | 5,1 %   | 2,4 %    |
| Kantar           | 18.06.2021     | 21,5 % | 23,5 % | 24 %   | 12,5 % | 4,5 % | 3,5 % | —     | 6 %     | 4,5 %    |
| Sanep            | 15.06.2021     | 22,3 % | 20,1 % | 24,7 % | 10,7 % | 5,1 % | 5,3 % | 3,4 % | 4,5 %   | 3,9 %    |
| CVVM             | 13.06.2021     | 24,5 % | 19,5 % | 22,5 % | 9,5 %  | 7,5 % | 7,5 % | 3,5 % | 4,5 %   | 1 %      |
| Data Collect     | 11.06.2021     | 20 %   | 19,5 % | 25,5 % | 10,5 % | 5,5 % | 5 %   | 3 %   | 4 %     | 7 %      |
| Phoenix Research | 10.06.2021     | 20,2 % | 15,9 % | 24,2 % | 12,1 % | 4,5 % | 5,5 % | 3 %   | 4,2 %   | 5,9 %    |
| Ipsos            | 06.06.2021     | 23,5 % | 23,1 % | 22,4 % | 9,6 %  | 4,7 % | 4,7 % | 3,4 % | 5,6 %   | 2,9 %    |
| Median           | 31.05.2021     | 23 %   | 19,5 % | 24 %   | 9 %    | 6 %   | 7 %   | 3,5 % | 4 %     | 4 %      |
| Kantar           | 28.05.2021     | 20 %   | 21,5 % | 26 %   | 10 %   | 5,5 % | 3 %   | 4 %   | 5 %     | 5 %      |
| Ipsos            | 24.05.2021     | 22,1 % | 23,1 % | 23,7 % | 10,2 % | 5,8 % | 4,1 % | 3,4 % | 4,3 %   | 3,3 %    |
| Data Collect     | 21.05.2021     | 19,4 % | 20,7 % | 27,0 % | 13,0 % | 6,2 % | 3,6 % | 2,3 % | 3,7 %   | 4,1 %    |
| Sanep            | 19.05.2021     | 22,4 % | 18,5 % | 26,3 % | 10,8 % | 4,9 % | 5,7 % | 3,8 % | 3,5 %   | 4,1 %    |
| Phoenix Research | 15.05.2021     | 21,2 % | 15,4 % | 24,3 % | 12,0 % | 4,3 % | 5,0 % | 3,2 % | 3,0 %   | 11,6 %   |
| Median           | 04.05.2021     | 21 %   | 17 %   | 27,5 % | 11,5 % | 6 %   | 6,5 % | 2,5 % | 2,5 %   | 5,5 %    |
| Kantar           | 30.04.2021     | 21 %   | 21,5 % | 27 %   | 12 %   | 5 %   | 4 %   | 3,5 % | 2,5 %   | 3,5 %    |
| Wahl 2017        | 20./21.10.2017 | 29,6 % | 22,4 % | 16,0 % | 10,6 % | 7,8 % | 7,3 % | 1,6 % | —       | 4,7 %    |

### Ältere Umfragen
| \| Institut \| Datum \| ANO \| Spolu \| PaS \| SPD \| KSČM \| ČSSD \| TSS \| Přísaha \| Sonstige \| \| -------------------- \| -------------- \| ------ \| ------ \| ------ \| ------ \| ----- \| ----- \| ----- \| ------- \| -------- \| \| Sanep[43] \| 21.04.2021 \| 23,9 % \| 17,7 % \| 26,4 % \| 10,5 % \| 5,7 % \| 5,1 % \| 5,0 % \| 3,0 % \| 2,7 % \| \| STEM[44] \| 13.04.2021 \| 24,0 % \| 16,6 % \| 27,9 % \| 12,8 % \| 5,2 % \| 7,0 % \| 1,9 % \| 2,4 % \| 2,2 % \| \| Phoenix Research[45] \| 10.04.2021 \| 22,1 % \| 15,7 % \| 24,1 % \| 11,2 % \| 5,1 % \| 5,7 % \| 3,5 % \| — \| 4,6 % \| \| Kantar[46] \| 01.04.2021 \| 23,5 % \| 19 % \| 30 % \| 12 % \| 5 % \| 3 % \| 2 % \| — \| 5,5 % \| \| Data Collect[47] \| 01.04.2021 \| 22,1 % \| 18,2 % \| 28,5 % \| 13,4 % \| 2,8 % \| 3,7 % \| 5,1 % \| — \| 6,2 % \| \| Median[48] \| 29.03.2021 \| 24,5 % \| 17,5 % \| 27,5 % \| 10 % \| 7,5 % \| 4 % \| 5 % \| — \| 4 % \| \| Sanep[43] \| 23.03.2021 \| 26,2 % \| 17,9 % \| 26,1 % \| 10,3 % \| 6,3 % \| 5,3 % \| 4,1 % \| — \| 3,8 % \| \| Phoenix Research[49] \| 10.03.2021 \| 23,2 % \| 16,1 % \| 23,0 % \| 10,3 % \| 5,3 % \| 5,8 % \| 3,4 % \| — \| 12,9 % \| \| Kantar[50] \| 05.03.2020 \| 22 % \| 17,5 % \| 34 % \| 11 % \| 5,5 % \| 4,5 % \| — \| — \| 5,5 % \| \| Median[51] \| 04.03.2021 \| 26,5 % \| 18,5 % \| 25,0 % \| 10,0 % \| 8,0 % \| 4,5 % \| 2,5 % \| — \| 5,0 % \| \| Sanep[52] \| 23.02.2021 \| 26,8 % \| 18,6 % \| 24,9 % \| 9,4 % \| 5,3 % \| 5,9 % \| 2,6 % \| — \| 6,5 % \| \| Kantar[53] \| 14.02.2021 \| 26,5 % \| 19,5 % \| 29,5 % \| 10,5 % \| 5,0 % \| 4,0 % \| — \| — \| 5,0 % \| \| Ipsos[54] \| 12.02.2021 \| 27,2 % \| 21,7 % \| 23,2 % \| 8,4 % \| 6,0 % \| 5,8 % \| 3,6 % \| — \| 3,9 % \| \| Phoenix Research[55] \| 11.02.2021 \| 24,4 % \| 19,5 % \| 20,3 % \| 10,1 % \| 3,4 % \| 5,8 % \| 3,6 % \| — \| 4,4 % \| \| Median[56] \| 01.02.2021 \| 26,5 % \| 18,5 % \| 25,0 % \| 9,0 % \| 7,0 % \| 7,0 % \| 2,0 % \| — \| 5,0 % \| \| Sanep[57] \| 26.01.2021 \| 27,1 % \| 18,3 % \| 23,6 % \| 8,8 % \| 5,0 % \| 6,2 % \| 2,5 % \| — \| 8,5 % \| \| Phoenix Research[58] \| 10.01.2021 \| 25,5 % \| 20,3 % \| 19,3 % \| 9,0 % \| 4,1 % \| 5,6 % \| 3,9 % \| — \| 12,3 % \| \| Wahl 2017 \| 20./21.10.2017 \| 29,6 % \| 22,4 % \| 16,0 % \| 10,6 % \| 7,8 % \| 7,3 % \| 1,6 % \| — \| 4,7 % \| |                |        |        |        |        |       |       |       |         |          |
| Institut | Datum          | ANO    | Spolu  | PaS    | SPD    | KSČM  | ČSSD  | TSS   | Přísaha | Sonstige |
| Sanep | 21.04.2021     | 23,9 % | 17,7 % | 26,4 % | 10,5 % | 5,7 % | 5,1 % | 5,0 % | 3,0 %   | 2,7 %    |
| STEM | 13.04.2021     | 24,0 % | 16,6 % | 27,9 % | 12,8 % | 5,2 % | 7,0 % | 1,9 % | 2,4 %   | 2,2 %    |
| Phoenix Research | 10.04.2021     | 22,1 % | 15,7 % | 24,1 % | 11,2 % | 5,1 % | 5,7 % | 3,5 % | —       | 4,6 %    |
| Kantar | 01.04.2021     | 23,5 % | 19 %   | 30 %   | 12 %   | 5 %   | 3 %   | 2 %   | —       | 5,5 %    |
| Data Collect | 01.04.2021     | 22,1 % | 18,2 % | 28,5 % | 13,4 % | 2,8 % | 3,7 % | 5,1 % | —       | 6,2 %    |
| Median | 29.03.2021     | 24,5 % | 17,5 % | 27,5 % | 10 %   | 7,5 % | 4 %   | 5 %   | —       | 4 %      |
| Sanep | 23.03.2021     | 26,2 % | 17,9 % | 26,1 % | 10,3 % | 6,3 % | 5,3 % | 4,1 % | —       | 3,8 %    |
| Phoenix Research | 10.03.2021     | 23,2 % | 16,1 % | 23,0 % | 10,3 % | 5,3 % | 5,8 % | 3,4 % | —       | 12,9 %   |
| Kantar | 05.03.2020     | 22 %   | 17,5 % | 34 %   | 11 %   | 5,5 % | 4,5 % | —     | —       | 5,5 %    |
| Median | 04.03.2021     | 26,5 % | 18,5 % | 25,0 % | 10,0 % | 8,0 % | 4,5 % | 2,5 % | —       | 5,0 %    |
| Sanep | 23.02.2021     | 26,8 % | 18,6 % | 24,9 % | 9,4 %  | 5,3 % | 5,9 % | 2,6 % | —       | 6,5 %    |
| Kantar | 14.02.2021     | 26,5 % | 19,5 % | 29,5 % | 10,5 % | 5,0 % | 4,0 % | —     | —       | 5,0 %    |
| Ipsos | 12.02.2021     | 27,2 % | 21,7 % | 23,2 % | 8,4 %  | 6,0 % | 5,8 % | 3,6 % | —       | 3,9 %    |
| Phoenix Research | 11.02.2021     | 24,4 % | 19,5 % | 20,3 % | 10,1 % | 3,4 % | 5,8 % | 3,6 % | —       | 4,4 %    |
| Median | 01.02.2021     | 26,5 % | 18,5 % | 25,0 % | 9,0 %  | 7,0 % | 7,0 % | 2,0 % | —       | 5,0 %    |
| Sanep | 26.01.2021     | 27,1 % | 18,3 % | 23,6 % | 8,8 %  | 5,0 % | 6,2 % | 2,5 % | —       | 8,5 %    |
| Phoenix Research | 10.01.2021     | 25,5 % | 20,3 % | 19,3 % | 9,0 %  | 4,1 % | 5,6 % | 3,9 % | —       | 12,3 %   |
| Wahl 2017 | 20./21.10.2017 | 29,6 % | 22,4 % | 16,0 % | 10,6 % | 7,8 % | 7,3 % | 1,6 % | —       | 4,7 %    |

| \| Institut \| Datum \| ANO \| ODS \| Piráti \| SPD \| KSČM \| ČSSD \| KDU-ČSL \| TOP 09 \| STAN \| TSS \| Sonstige \| \| ------------ \| -------------- \| ------ \| ------ \| ------ \| ------ \| ------ \| ------ \| ------- \| ------ \| ----- \| ----- \| -------- \| \| Kantar[59] \| 06.11.2020 \| 27,5 % \| 10,5 % \| 21 % \| 9 % \| 4,5 % \| 3 % \| 4 % \| 5,5 % \| 11 % \| 2 % \| 2 % \| \| Median[60] \| 29.10.2020 \| 28,5 % \| 13 % \| 13,5 % \| 7,5 % \| 7 % \| 6,5 % \| 5 % \| 6,5 % \| 7,5 % \| 2 % \| 2 % \| \| Kantar[61] \| 09.10.2020 \| 24,5 % \| 13,5 % \| 19 % \| 8 % \| 4,5 % \| 4 % \| 6 % \| 5,5 % \| 9,5 % \| 3 % \| 2 % \| \| CVVM[62] \| 23.09.2020 \| 31,5 % \| 12,5 % \| 16 % \| 4,5 % \| 9,5 % \| 10,5 % \| 3,5 % \| 4 % \| 4,5 % \| 2 % \| 1,5 % \| \| STEM[63] \| 13.09.2020 \| 28,4 % \| 10,6 % \| 12,8 % \| 8,8 % \| 7,3 % \| 7,3 % \| 5,4 % \| 5,3 % \| 7,5 % \| 3,4 % \| 3,2 % \| \| Kantar[64] \| 11.09.2020 \| 27,5 % \| 15 % \| 19,5 % \| 8 % \| 4,5 % \| 5,5 % \| 4 % \| 5 % \| 6,5 % \| 2,5 % \| 2 % \| \| Median[65] \| 27.08.2020 \| 29,5 % \| 11 % \| 12,5 % \| 7,5 % \| 7 % \| 9,5 % \| 5,5 % \| 6,5 % \| 5 % \| 2,5 % \| 3,5 % \| \| CVVM[66] \| 27.07.2020 \| 29 % \| 12 % \| 14,5 % \| 6 % \| 7,5 % \| 9,5 % \| 6,5 % \| 3,5 % \| 5,5 % \| 2,5 % \| 3,5 % \| \| Kantar[67] \| 03.07.2020 \| 32 % \| 13 % \| 18 % \| 5,5 % \| 5,5 % \| 5 % \| 4,5 % \| 5,5 % \| 6 % \| 3 % \| 2 % \| \| CVVM[68] \| 02.07.2020 \| 29 % \| 14 % \| 13,5 % \| 4 % \| 7,5 % \| 13 % \| 4,5 % \| 4,5 % \| 5 % \| 2 % \| 3 % \| \| Kantar[69] \| 05.06.2020 \| 31,5 % \| 13,5 % \| 17 % \| 8 % \| 5 % \| 5,5 % \| 4 % \| 5 % \| 5,5 % \| 2 % \| 3 % \| \| STEM[70] \| 01.06.2020 \| 33,7 % \| 11,4 % \| 12,8 % \| 6,5 % \| 7,3 % \| 8,9 % \| 6,1 % \| 3,3 % \| 4,2 % \| 3,5 % \| 2,3 % \| \| Sanep[71] \| 13.05.2020 \| 29,6 % \| 13,4 % \| 11,2 % \| 6,7 % \| 5,9 % \| 7,0 % \| 4,5 % \| 5,0 % \| 4,9 % \| 5,2 % \| 6,6 % \| \| CVVM[72] \| 11.03.2020 \| 33 % \| 14,5 % \| 12,5 % \| 4,5 % \| 7 % \| 8,5 % \| 7 % \| 4,5 % \| 4,5 % \| 2 % \| 2 % \| \| Kantar[73] \| 28.02.2020 \| 31 % \| 13 % \| 15,5 % \| 6,5 % \| 4,5 % \| 5,5 % \| 5 % \| 5,5 % \| 6 % \| 3 % \| 4 % \| \| Median[74] \| 13.02.2020 \| 30 % \| 14 % \| 11,5 % \| 7,5 % \| 8 % \| 7 % \| 5 % \| 4,5 % \| 6 % \| 2 % \| 4,5 % \| \| CVVM[75] \| 13.02.2020 \| 33 % \| 14 % \| 13 % \| 5 % \| 8 % \| 9 % \| 6 % \| 3,5 % \| 3,5 % \| 2 % \| 3 % \| \| Kantar[76] \| 31.01.2020 \| 30 % \| 12,5 % \| 16,5 % \| 7,5 % \| 6,5 % \| 5 % \| 5 % \| 5,5 % \| 5 % \| 2,5 % \| 4 % \| \| CVVM[77] \| 22.01.2020 \| 32 % \| 15 % \| 13,5 % \| 4 % \| 7,5 % \| 8,5 % \| 5,5 % \| 5 % \| 5,5 % \| 2 % \| 1,5 % \| \| Research[78] \| 12.01.2020 \| 25,3 % \| 9,0 % \| 14,0 % \| 7,5 % \| 4,0 % \| 6,2 % \| 5,8 % \| 2,5 % \| 5,1 % \| 6,1 % \| 14,5 % \| \| STEM[79] \| 10.12.2019 \| 33,6 % \| 12,3 % \| 12,3 % \| 5,6 % \| 8,2 % \| 6,4 % \| 6,4 % \| 5,8 % \| 5,5 % \| 3,4 % \| 3,1 % \| \| Median[80] \| 30.11.2019 \| 30,5 % \| 12,5 % \| 12,5 % \| 7,5 % \| 7,5 % \| 7,5 % \| 5 % \| 5,5 % \| 6 % \| 2 % \| 3,5 % \| \| Kantar[81] \| 05.10.2019 \| 30 % \| 14,5 % \| 15,5 % \| 6 % \| 6,5 % \| 5 % \| 5 % \| 5 % \| 5,5 % \| 3,5 % \| 3,5 % \| \| CVVM[82] \| 17.09.2019 \| 30 % \| 12 % \| 13 % \| 8,5 % \| 8,5 % \| 9,5 % \| 4,5 % \| 4 % \| 4,5 % \| 2 \| 3,5 % \| \| Kantar[83] \| 30.08.2019 \| 30 % \| 14,5 % \| 17 % \| 8 % \| 4,5 % \| 6 % \| 5 % \| 4,5 % \| 5 % \| 3,5 \| 2 % \| \| Median[84] \| 26.07.2019 \| 28,5 % \| 12,5 % \| 14 % \| 9 % \| 6,5 % \| 8 % \| 6 % \| 4,5 % \| 6 % \| 2 \| 3 % \| \| CVVM[85] \| 17.06.2019 \| 29 % \| 15 % \| 17 % \| 6,5 % \| 9 % \| 7,5 % \| 5 % \| 3 % \| 4,5 % \| 1 % \| 2,5 % \| \| Kantar[86] \| 03.05.2019 \| 30 % \| 13,5 % \| 16 % \| 8,5 % \| 6 % \| 6,5 % \| 5,5 % \| 4 % \| 6 % \| — \| 4 % \| \| Sanep[87] \| 17.04.2019 \| 32,1 % \| 12,0 % \| 17,1 % \| 9,8 % \| 7,1 % \| 6,3 % \| 5,0 % \| 3,5 % \| 3,7 % \| — \| 3,4 % \| \| Median[88] \| 24.03.2019 \| 30,5 % \| 14 % \| 14 % \| 8,5 % \| 8 % \| 8 % \| 5 % \| 4 % \| 5 % \| — \| 3,5 % \| \| Kantar[89] \| 02.02.2019 \| 32 % \| 13,5 % \| 16,5 % \| 7 % \| 6,5 % \| 5 % \| 5 % \| 5,5 % \| 5 % \| — \| 4 % \| \| Sanep[90] \| 26.12.2018 \| 31,2 % \| 16,3 % \| 16,1 % \| 6,5 % \| 5,8 % \| 5,5 % \| 5,4 % \| 4,7 % \| 5,0 % \| — \| 3,5 % \| \| Kantar[91] \| 25.11.2018 \| 32,5 % \| 16 % \| 19 % \| 5,5 % \| 6 % \| 5 % \| 4,5 % \| 4 % \| 5,5 % \| — \| 2 % \| \| STEM[92] \| 24.10.2018 \| 33,4 % \| 12,9 % \| 12,6 % \| 9,6 % \| 7,4 % \| 6,7 % \| 6,4 % \| 2,1 % \| 5,3 % \| — \| 3,1 % \| \| CVVM[93] \| 20.09.2018 \| 30 % \| 14 % \| 13 % \| 5 % \| 10,5 % \| 12 % \| 4,5 % \| 4 % \| 4 % \| — \| 3 % \| \| Kantar[94] \| 26.08.2018 \| 28 % \| 13 % \| 15 % \| 8 % \| 8 % \| 6,5 % \| 5,5 % \| 5 % \| 6,5 % \| — \| 4,5 % \| \| Median[95] \| 23.07.2018 \| 30 % \| 14 % \| 11,5 % \| 8,5 % \| 8,5 % \| 8,5 % \| 5,5 % \| 5 % \| 4 % \| — \| 4,5 % \| \| Kantar[96] \| 22.06.2018 \| 28,5 % \| 15,5 % \| 12,5 % \| 9,5 % \| 8 % \| 7 % \| 5 % \| 3,5 % \| 5,5 % \| — \| 5,5 % \| \| Median[97] \| 05.05.2018 \| 30,5 % \| 14 % \| 11,5 % \| 9 % \| 8,5 % \| 8 % \| 5,5 % \| 6 % \| 4 % \| — \| 2,5 % \| \| Sanep[98] \| 25.04.2018 \| 28,6 % \| 13,6 % \| 13,2 % \| 12,1 % \| 6,7 % \| 7,2 % \| 5,3 % \| 4,1 % \| 5,4 % \| — \| 3,8 % \| \| Research[99] \| 21.03.2018 \| 32,2 % \| 10,2 % \| 16,7 % \| 7,1 % \| 5,6 % \| 9,0 % \| 4,7 % \| 4,2 % \| 6,5 % \| — \| 3,2 % \| \| Kantar[100] \| 23.02.2018 \| 33 % \| 12 % \| 12,5 % \| 8,5 % \| 6,5 % \| 7,5 % \| 5 % \| 4,5 % \| 4,5 % \| — \| 6 % \| \| CVVM[101] \| 24.01.2018 \| 30,5 % \| 12 % \| 12,5 % \| 7,5 % \| 8 % \| 12,5 % \| 5 % \| 4 % \| 3 % \| — \| 3 % \| \| CVVM[102] \| 17.12.2017 \| 35,5 % \| 11,5 % \| 11,5 % \| 6,5 % \| 7,5 % \| 10 % \| 6,5 % \| 4,5 % \| 4 % \| — \| 2,5 % \| \| STEM[103] \| 11.12.2017 \| 33 % \| 9,6 % \| 12,2 % \| 8,7 % \| 8,8 % \| 8,0 % \| 5,4 % \| 4,4 % \| 5,2 % \| — \| 4,7 % \| \| Kantar[104] \| 24.11.2017 \| 30 % \| 12 % \| 14 % \| 9,5 % \| 7 % \| 5,5 % \| 4,5 % \| 5 % \| 5,5 % \| — \| 7 % \| \| Wahl 2017 \| 20./21.10.2017 \| 29,6 % \| 11,3 % \| 10,8 % \| 10,6 % \| 7,8 % \| 7,3 % \| 5,8 % \| 5,3 % \| 5,2 % \| 1,6 % \| 6,3 % \| |                |        |        |        |        |        |        |         |        |       |       |          |
| Institut | Datum          | ANO    | ODS    | Piráti | SPD    | KSČM   | ČSSD   | KDU-ČSL | TOP 09 | STAN  | TSS   | Sonstige |
| Kantar | 06.11.2020     | 27,5 % | 10,5 % | 21 %   | 9 %    | 4,5 %  | 3 %    | 4 %     | 5,5 %  | 11 %  | 2 %   | 2 %      |
| Median | 29.10.2020     | 28,5 % | 13 %   | 13,5 % | 7,5 %  | 7 %    | 6,5 %  | 5 %     | 6,5 %  | 7,5 % | 2 %   | 2 %      |
| Kantar | 09.10.2020     | 24,5 % | 13,5 % | 19 %   | 8 %    | 4,5 %  | 4 %    | 6 %     | 5,5 %  | 9,5 % | 3 %   | 2 %      |
| CVVM | 23.09.2020     | 31,5 % | 12,5 % | 16 %   | 4,5 %  | 9,5 %  | 10,5 % | 3,5 %   | 4 %    | 4,5 % | 2 %   | 1,5 %    |
| STEM | 13.09.2020     | 28,4 % | 10,6 % | 12,8 % | 8,8 %  | 7,3 %  | 7,3 %  | 5,4 %   | 5,3 %  | 7,5 % | 3,4 % | 3,2 %    |
| Kantar | 11.09.2020     | 27,5 % | 15 %   | 19,5 % | 8 %    | 4,5 %  | 5,5 %  | 4 %     | 5 %    | 6,5 % | 2,5 % | 2 %      |
| Median | 27.08.2020     | 29,5 % | 11 %   | 12,5 % | 7,5 %  | 7 %    | 9,5 %  | 5,5 %   | 6,5 %  | 5 %   | 2,5 % | 3,5 %    |
| CVVM | 27.07.2020     | 29 %   | 12 %   | 14,5 % | 6 %    | 7,5 %  | 9,5 %  | 6,5 %   | 3,5 %  | 5,5 % | 2,5 % | 3,5 %    |
| Kantar | 03.07.2020     | 32 %   | 13 %   | 18 %   | 5,5 %  | 5,5 %  | 5 %    | 4,5 %   | 5,5 %  | 6 %   | 3 %   | 2 %      |
| CVVM | 02.07.2020     | 29 %   | 14 %   | 13,5 % | 4 %    | 7,5 %  | 13 %   | 4,5 %   | 4,5 %  | 5 %   | 2 %   | 3 %      |
| Kantar | 05.06.2020     | 31,5 % | 13,5 % | 17 %   | 8 %    | 5 %    | 5,5 %  | 4 %     | 5 %    | 5,5 % | 2 %   | 3 %      |
| STEM | 01.06.2020     | 33,7 % | 11,4 % | 12,8 % | 6,5 %  | 7,3 %  | 8,9 %  | 6,1 %   | 3,3 %  | 4,2 % | 3,5 % | 2,3 %    |
| Sanep | 13.05.2020     | 29,6 % | 13,4 % | 11,2 % | 6,7 %  | 5,9 %  | 7,0 %  | 4,5 %   | 5,0 %  | 4,9 % | 5,2 % | 6,6 %    |
| CVVM | 11.03.2020     | 33 %   | 14,5 % | 12,5 % | 4,5 %  | 7 %    | 8,5 %  | 7 %     | 4,5 %  | 4,5 % | 2 %   | 2 %      |
| Kantar | 28.02.2020     | 31 %   | 13 %   | 15,5 % | 6,5 %  | 4,5 %  | 5,5 %  | 5 %     | 5,5 %  | 6 %   | 3 %   | 4 %      |
| Median | 13.02.2020     | 30 %   | 14 %   | 11,5 % | 7,5 %  | 8 %    | 7 %    | 5 %     | 4,5 %  | 6 %   | 2 %   | 4,5 %    |
| CVVM | 13.02.2020     | 33 %   | 14 %   | 13 %   | 5 %    | 8 %    | 9 %    | 6 %     | 3,5 %  | 3,5 % | 2 %   | 3 %      |
| Kantar | 31.01.2020     | 30 %   | 12,5 % | 16,5 % | 7,5 %  | 6,5 %  | 5 %    | 5 %     | 5,5 %  | 5 %   | 2,5 % | 4 %      |
| CVVM | 22.01.2020     | 32 %   | 15 %   | 13,5 % | 4 %    | 7,5 %  | 8,5 %  | 5,5 %   | 5 %    | 5,5 % | 2 %   | 1,5 %    |
| Research | 12.01.2020     | 25,3 % | 9,0 %  | 14,0 % | 7,5 %  | 4,0 %  | 6,2 %  | 5,8 %   | 2,5 %  | 5,1 % | 6,1 % | 14,5 %   |
| STEM | 10.12.2019     | 33,6 % | 12,3 % | 12,3 % | 5,6 %  | 8,2 %  | 6,4 %  | 6,4 %   | 5,8 %  | 5,5 % | 3,4 % | 3,1 %    |
| Median | 30.11.2019     | 30,5 % | 12,5 % | 12,5 % | 7,5 %  | 7,5 %  | 7,5 %  | 5 %     | 5,5 %  | 6 %   | 2 %   | 3,5 %    |
| Kantar | 05.10.2019     | 30 %   | 14,5 % | 15,5 % | 6 %    | 6,5 %  | 5 %    | 5 %     | 5 %    | 5,5 % | 3,5 % | 3,5 %    |
| CVVM | 17.09.2019     | 30 %   | 12 %   | 13 %   | 8,5 %  | 8,5 %  | 9,5 %  | 4,5 %   | 4 %    | 4,5 % | 2     | 3,5 %    |
| Kantar | 30.08.2019     | 30 %   | 14,5 % | 17 %   | 8 %    | 4,5 %  | 6 %    | 5 %     | 4,5 %  | 5 %   | 3,5   | 2 %      |
| Median | 26.07.2019     | 28,5 % | 12,5 % | 14 %   | 9 %    | 6,5 %  | 8 %    | 6 %     | 4,5 %  | 6 %   | 2     | 3 %      |
| CVVM | 17.06.2019     | 29 %   | 15 %   | 17 %   | 6,5 %  | 9 %    | 7,5 %  | 5 %     | 3 %    | 4,5 % | 1 %   | 2,5 %    |
| Kantar | 03.05.2019     | 30 %   | 13,5 % | 16 %   | 8,5 %  | 6 %    | 6,5 %  | 5,5 %   | 4 %    | 6 %   | —     | 4 %      |
| Sanep | 17.04.2019     | 32,1 % | 12,0 % | 17,1 % | 9,8 %  | 7,1 %  | 6,3 %  | 5,0 %   | 3,5 %  | 3,7 % | —     | 3,4 %    |
| Median | 24.03.2019     | 30,5 % | 14 %   | 14 %   | 8,5 %  | 8 %    | 8 %    | 5 %     | 4 %    | 5 %   | —     | 3,5 %    |
| Kantar | 02.02.2019     | 32 %   | 13,5 % | 16,5 % | 7 %    | 6,5 %  | 5 %    | 5 %     | 5,5 %  | 5 %   | —     | 4 %      |
| Sanep | 26.12.2018     | 31,2 % | 16,3 % | 16,1 % | 6,5 %  | 5,8 %  | 5,5 %  | 5,4 %   | 4,7 %  | 5,0 % | —     | 3,5 %    |
| Kantar | 25.11.2018     | 32,5 % | 16 %   | 19 %   | 5,5 %  | 6 %    | 5 %    | 4,5 %   | 4 %    | 5,5 % | —     | 2 %      |
| STEM | 24.10.2018     | 33,4 % | 12,9 % | 12,6 % | 9,6 %  | 7,4 %  | 6,7 %  | 6,4 %   | 2,1 %  | 5,3 % | —     | 3,1 %    |
| CVVM | 20.09.2018     | 30 %   | 14 %   | 13 %   | 5 %    | 10,5 % | 12 %   | 4,5 %   | 4 %    | 4 %   | —     | 3 %      |
| Kantar | 26.08.2018     | 28 %   | 13 %   | 15 %   | 8 %    | 8 %    | 6,5 %  | 5,5 %   | 5 %    | 6,5 % | —     | 4,5 %    |
| Median | 23.07.2018     | 30 %   | 14 %   | 11,5 % | 8,5 %  | 8,5 %  | 8,5 %  | 5,5 %   | 5 %    | 4 %   | —     | 4,5 %    |
| Kantar | 22.06.2018     | 28,5 % | 15,5 % | 12,5 % | 9,5 %  | 8 %    | 7 %    | 5 %     | 3,5 %  | 5,5 % | —     | 5,5 %    |
| Median | 05.05.2018     | 30,5 % | 14 %   | 11,5 % | 9 %    | 8,5 %  | 8 %    | 5,5 %   | 6 %    | 4 %   | —     | 2,5 %    |
| Sanep | 25.04.2018     | 28,6 % | 13,6 % | 13,2 % | 12,1 % | 6,7 %  | 7,2 %  | 5,3 %   | 4,1 %  | 5,4 % | —     | 3,8 %    |
| Research | 21.03.2018     | 32,2 % | 10,2 % | 16,7 % | 7,1 %  | 5,6 %  | 9,0 %  | 4,7 %   | 4,2 %  | 6,5 % | —     | 3,2 %    |
| Kantar | 23.02.2018     | 33 %   | 12 %   | 12,5 % | 8,5 %  | 6,5 %  | 7,5 %  | 5 %     | 4,5 %  | 4,5 % | —     | 6 %      |
| CVVM | 24.01.2018     | 30,5 % | 12 %   | 12,5 % | 7,5 %  | 8 %    | 12,5 % | 5 %     | 4 %    | 3 %   | —     | 3 %      |
| CVVM | 17.12.2017     | 35,5 % | 11,5 % | 11,5 % | 6,5 %  | 7,5 %  | 10 %   | 6,5 %   | 4,5 %  | 4 %   | —     | 2,5 %    |
| STEM | 11.12.2017     | 33 %   | 9,6 %  | 12,2 % | 8,7 %  | 8,8 %  | 8,0 %  | 5,4 %   | 4,4 %  | 5,2 % | —     | 4,7 %    |
| Kantar | 24.11.2017     | 30 %   | 12 %   | 14 %   | 9,5 %  | 7 %    | 5,5 %  | 4,5 %   | 5 %    | 5,5 % | —     | 7 %      |
| Wahl 2017 | 20./21.10.2017 | 29,6 % | 11,3 % | 10,8 % | 10,6 % | 7,8 %  | 7,3 %  | 5,8 %   | 5,3 %  | 5,2 % | 1,6 % | 6,3 %    |

## Ergebnis

Wahlsieger nach Kraj
SPOLU
ANO

Wahlsieger nach Okres
SPOLU
ANO

| Partei                                  | Partei                                           | Stimmen   | Stimmen | Stimmen | Sitze  | Sitze |
| Partei                                  | Partei                                           | Anzahl    | %       | +/−     | Anzahl | +/−   |
| --------------------------------------- | ------------------------------------------------ | --------- | ------- | ------- | ------ | ----- |
|                                         | Gemeinsam (Spolu)                                | 1.493.995 | 27,79   | +5,36   | 71     | +29   |
|                                         | Aktion unzufriedener Bürger (ANO 2011)           | 1.458.140 | 27,12   | −2,52   | 72     | −6    |
|                                         | Piraten und Bürgermeister (PaS)                  | 839.776   | 15,62   | −0,35   | 37     | +9    |
|                                         | Freiheit und direkte Demokratie (SPD)            | 513.910   | 9,56    | −1,08   | 20     | −2    |
|                                         | Eid (Přísaha)                                    | 251.562   | 4,68    | neu     | —      | neu   |
|                                         | Tschechische Sozialdemokratische Partei (ČSSD)   | 250.397   | 4,65    | −2,62   | —      | −15   |
|                                         | Kommunistische Partei Böhmens und Mährens (KSČM) | 193.817   | 3,60    | −4,16   | —      | −15   |
|                                         | Trikolore, Freie, Privatpersonen (TSS)           | 148.463   | 2,76    | +1,20   | —      | —     |
|                                         | Freier Block (VB)                                | 071.587   | 1,33    | +1,33   | —      | —     |
|                                         | Partei der Grünen (SZ)                           | 053.343   | 0,99    | −0,47   | —      | —     |
|                                         | Tschechien eröffnen (OČ)                         | 021.804   | 0,40    | neu     | —      | neu   |
|                                         | Schweizer Demokratie (SD)                        | 016.823   | 0,31    | neu     | —      | neu   |
|                                         | Moravané (M)                                     | 014.285   | 0,26    | +0,26   | —      | —     |
|                                         | Allianz für die Zukunft (APB)                    | 011.531   | 0,21    | +0,06   | —      | —     |
|                                         | Tschechische Krone (KČ)                          | 8.653     | 0,16    | +0,16   | —      | —     |
|                                         | Bewegung der Veränderung (HP)                    | 8.599     | 0,15    | neu     | —      | neu   |
|                                         | Urza.cz (Urza.cz)                                | 6.775     | 0,12    | neu     | —      | neu   |
|                                         | Allianz der völkerischen Kräften (ANS)           | 5.167     | 0,09    | neu     | —      | neu   |
|                                         | Rentner 21 (S21)                                 | 3.698     | 0,06    | neu     | —      | neu   |
|                                         | Mährische Landbewegung (MZH)                     | 1.648     | 0,03    | neu     | —      | neu   |
|                                         | Linke (L)                                        | 639       | 0,01    | neu     | —      | neu   |
|                                         | Rechter Block (PB)                               | 586       | 0,01    | +0,01   | —      | —     |
| Gesamt                                  | Gesamt                                           | 5.375.090 | 100,00  |         | 200    |       |
| Gültige Stimmen                         | Gültige Stimmen                                  | 5.375.090 | 99,32   | −0,08   |        |       |
| Ungültige Stimmen                       | Ungültige Stimmen                                | 36.794    | 0,68    | +0,08   |        |       |
| Wahlbeteiligung                         | Wahlbeteiligung                                  | 5.411.884 | 65,43   | +4,59   |        |       |
| Nichtwähler                             | Nichtwähler                                      | 2.863.868 | 34,57   | −4,59   |        |       |
| Wahlberechtigte                         | Wahlberechtigte                                  | 8.275.752 |         |         |        |       |
| Quelle: Tschechisches Statistisches Amt |                                                  |           |         |         |        |       |

### Karten zu den Ergebnissen der Parteien

SPOLU
ANO 2011
Piráti a Starostové
SPD

## Lage nach der Wahl

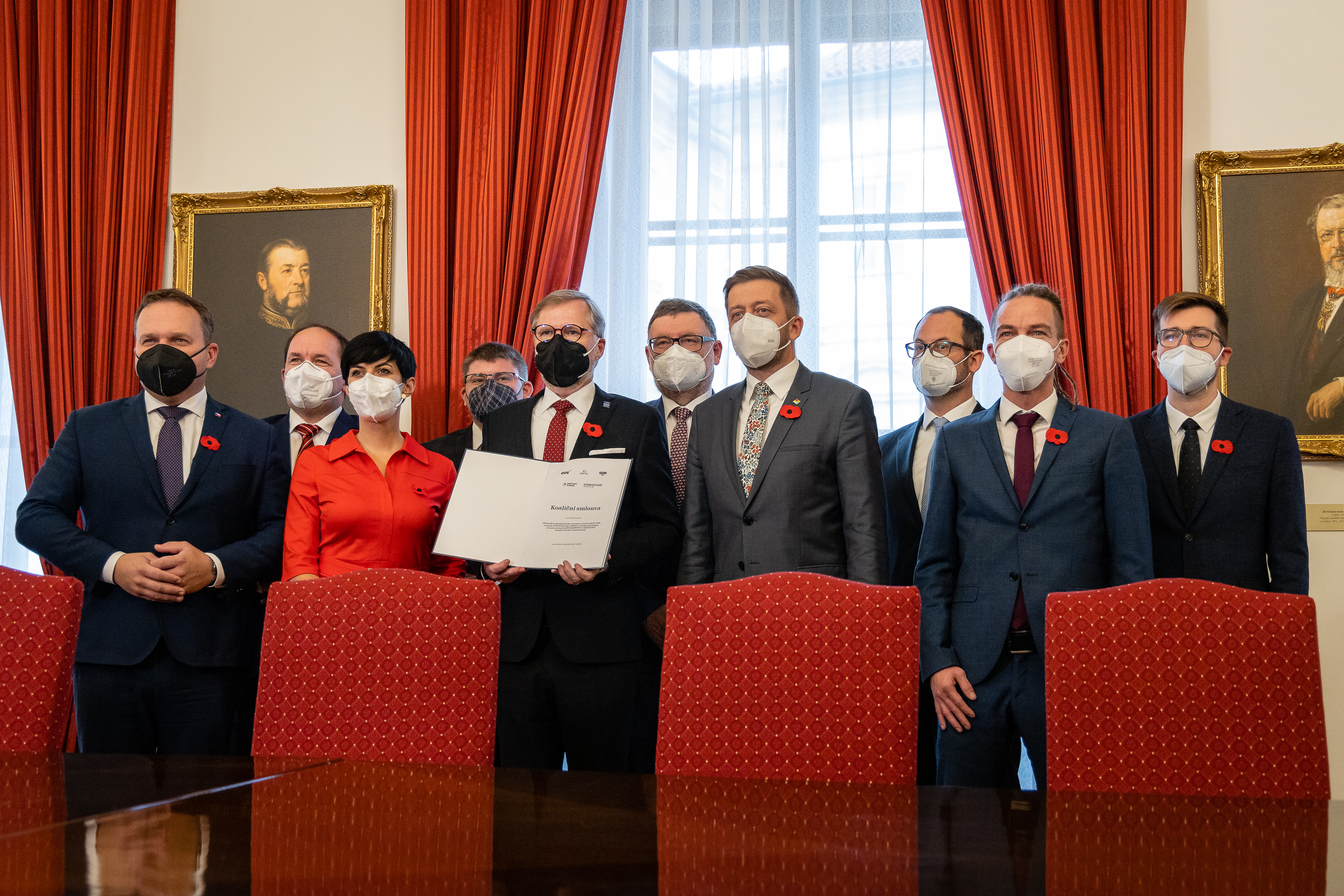
Koalitionsvertrag der beiden Wahlkoalitionen Spolu und PaS

Gemäß Verfassung muss der Staatspräsident jemanden beauftragen, eine Regierung zu bilden. Nachdem Miloš Zeman jedoch am Tag nach der Wahl ins Krankenhaus eingeliefert und auf die Intensivstation verlegt wurde, spekulierte man über den Verfassungsartikel 66, der besagt, dass in Situationen, wenn der Präsident nicht in der Lage sei, seine Funktionen auszuüben, der Vorsitzende des Abgeordnetenhauses seine Rolle übernehmen soll. Da der Leiter der Präsidialkanzlei, Vratislav Mynář, sich auf einer Pressekonferenz am 18. Oktober erneut nicht zum Gesundheitszustand Zemans äußerte, forderte Ministerpräsident Babiš diesen zum Rücktritt auf.
Die beiden oppositionellen Wahlkoalitionen Spolu und PaS begannen unmittelbar nach der Wahl mit den Verhandlungen zur Regierungsbildung. Am 8. November präsentierten die fünf Parteien einen Koalitionsvertrag.
Bei der konstituierenden Sitzung des neuen Abgeordnetenhauses am 10. November wurde Markéta Pekarová Adamová zur neuen Vorsitzenden gewählt.
Am 28. November ernannte Zeman Petr Fiala zum Ministerpräsidenten, dessen Regierung am 17. Dezember die Amtsgeschäfte aufnahm.